# San Venanzo
San Venanzo – miejscowość i gmina we Włoszech, w regionie Umbria, w prowincji Terni.
Według danych na rok 2004 gminę zamieszkiwały 2282 osoby, 13,5 os./km².